# Bernolden
Bernolden ist eine Streusiedlung (Zerstreute Häuser) in der Gemeinde Diersbach in Oberösterreich (Bezirk Schärding). Die Ortschaft hat 26 Einwohner (Stand 1. Jänner 2024).

## Geographie
Bernolden ist eine Streusiedlung der Gemeinde Diersbach, die rund einen Kilometer nordöstlich des Ortszentrums von Diersbach entfernt im östlichen Bereich des zentralen Gemeindegebietes liegt. Bernolden ist dabei Teil der Katastralgemeinde Diersbach. Bernolden besteht aus dem eigentlichen Weiler Bernolden sowie verschiedenen Bauernhöfen in Streulagen. Von der Statistik Austria wurden im Laufe der Zeit die Höfe „Auf der Eben“, Oberhörlberg, Unterhörlberg und Wagner ausgewiesen. Bernolden wird im Süden von einem Graben von der Katastralgemeinde Schwabenhub getrennt, wobei der Weiler Bernolden nahe diesem Graben liegt. Die Höfe Oberhörlberg und Unterhörlberg liegen nordwestlich bzw. nördlich des Weilers. Bernolden ist vom Ortszentrum von Diersbach über die Straße „Am Bach“ erreichbar, westlich der Ortschaft befindet sich die Eisenbirner Landesstraße (L 515), südlich die Diersbacher Bezirksstraße (L 1170). Nachbarorte von Bernolden sind Edenwiesen im Norden, Herrnberg im Nordosten, Brunnern im Osten, Selker im Südosten und Doblmann und Rager im Westen (alle Gemeinde Diersbach).

## Geschichte und Bevölkerung
Urkundlich wurde Bernolden 1433 erstmals als Pernold urkundlich genannt, wobei sich der Ortsname wahrscheinlich vom bairisch-althochdeutschen Personennamen Per(i)olt ableitet. Hofnamen des Ortsteils sind jedoch schon aus der Zeit um 1200 überliefert, als Arnoldus und Chunradus de Herlenperg in Urkunden aufscheinen. Von diesem Freisitz blieben die heutigen Ortsnamen Unter- und Oberhörlsberg erhalten. Neben den eigentlichen Bernolden (Bernolden Nr. 1 bis 3) gehören heute die Einzelhöfe Unterhörlberg, Oberhörlberg und Ebner auf der Eben sowie ein einzelstehendes Wohnhaus zur Ortschaft. Bernolden Nr. 2 war bis zur zweiten Hälfte des 19. Jahrhunderts ebenfalls ein Bauerngut, der sogenannte Bodenhofner verlor aber seine Gründe, wobei von dem Gut nur noch ein inzwischen leerstehendes Holzhäuschen verblieb, das heute zum Hoisbauerngut gehört und leer steht.
In Bernolden lebten 1869 65 Menschen in sieben Häusern. Bis zum Jahr 1910 sank die Einwohnerzahl auf 43 Personen, wobei die Ortschaft immer noch aus sieben Gebäude bestand. Zu diesem Zeitpunkt lebten lediglich Katholiken in der Gemeinde, das Geschlechterverhältnis war nahezu ausgeglichen. Neben dem eigentlichen Weiler Bernolden mit drei Häusern und 12 Einwohnern bestand der Ortsteil aus der Einschichte Eben mit zwei Häusern und zehn Einwohnern sowie den Einzelhöfen Ober- und Unterhörlberg mit jeweils einem Gebäude und zehn bzw. zwölf Bewohnern. Bis 1923 stieg die Einwohnerzahl des Dorfes leicht auf 46 Personen, wobei die Anzahl der Gebäude sowohl insgesamt als auch in den Ortslagen gleich blieben. Bernolden wies dabei 12, Eben 14, Oberhörlberg neun und Unterhörlberg elf Einwohner auf. Danach begann der Ortsteil zu schrumpfen, wobei zwar die Gesamtzahl der Gebäude gleich blieb, die Einwohnerzahl aber auf 36 zurückging. Der Weiler Bernolden umfasste 1951 vier Gebäude mit 14 Einwohnern, Eben war auf ein Gebäude mit sechs Einwohnern geschrumpft. Ober- und Unterhörlberg wiesen jeweils ein Gebäude und acht Einwohner auf. 1971 wurden für Bernolden sieben Gebäude und 35 Einwohner ausgewiesen, wobei der Weiler vier Gebäude mit 16 Einwohnern und die Streulagen drei Gebäude mit 19 Einwohnern umfassten. 1981 wurde der Weiler mit drei Häusern und 14 Einwohnern und die Streusiedlung mit vier Häusern und 22 Einwohnern ausgewiesen. 2001 setzte sich der Ortsteil aus insgesamt sieben Häusern zusammen, wobei sechs Gebäude mit Hauptwohnsitzen und zehn Wohnungen gezählt wurden. Die zehn Haushalte beherbergten 36 Einwohner. Des Weiteren gab es fünf land- und forstwirtschaftliche Betriebsstätten in Bernolden. 2011 beherbergte die Ortschaft nur noch 26 Einwohner.